# Vedran Ćorluka
Vedran Ćorluka (wym. [ʋědran t͡ɕǒrluka]; ur. 5 lutego 1986 w Dervencie) – chorwacki piłkarz, który grał na pozycji obrońcy. W latach 2006-2018 wielokrotnie występował w reprezentacji Chorwacji. Srebrny medalista Mistrzostw Świata 2018. Uczestnik Mistrzostw Świata 2014 oraz Mistrzostw Europy 2008, 2012 i 2016.
W swojej karierze występował w takich klubach jak: Tottenham Hotspur, Lokomotiv Moskwa, Manchester City, Dinamo Zagrzeb oraz Bayer Leverkusen.

## Kariera klubowa
Urodził się w Bośni i Hercegowinie. Karierę piłkarską zaczynał w chorwackim Dinamo Zagrzeb; w młodym wieku trafił do tamtejszej szkółki piłkarskiej. Jako nastolatek nie miał szans na grę w pierwszym składzie i został wypożyczony do innego pierwszoligowca Inter Zaprešić, w którego barwach zadebiutował 24 lipca 2004 w lidze, w wygranym 1:0 meczu z NK Zagreb. Z czasem trafił do pierwszego składu i do końca sezonu był czołowym zawodnikiem defensywy Interu. Klub zajął bardzo dobre drugie miejsce w lidze i osiągnął jeden z największych sukcesów w historii.
Po świetnym sezonie Ćorluka powrócił do stołecznego Dinama. W sezonie 2005/2006 zagrał we wszystkich 32 meczach ligowych, wraz z klubem zdobył mistrzostwo kraju. Latem 2006 Ćorluka był bliski przejścia do francuskiego Olympique Marsylia, jednak zdecydował się przedłużyć kontrakt z Dinamem o kolejnych pięć lat.
W 2007 został mistrzem Chorwacji, a w lipcu podpisał kontrakt z angielskim Manchesterem City za sumę 13 mln euro. Ostatniego dnia letniego okna transferowego w 2008 przeszedł do Tottenhamu za około 8 mln funtów. W nowej drużynie zadebiutował 15 września w przegranym 2:1 meczu z Aston Villą.
19 października 2008 podczas wyjazdowego spotkania ze Stoke City stracił przytomność, a następnie został przewieziony do szpitala w wyniku zderzenia z bramkarzem własnej drużyny Heurelho Gomesem. Reprezentant Chorwacji uderzył skronią w kolano brazylijskiego bramkarza. Po kilku minutach udzielania pomocy przez klubowych lekarzy odzyskał ją, ale w drodze do karetki znowu poczuł się gorzej i konieczne było założenie aparatu tlenowego. Piłkarz trafił do szpitala. Brytyjska stacja BBC, określiła zdarzenie jako „koszmarny wypadek”.
27 czerwca 2012 podpisał kontrakt z Lokomotiwem Moskwa. Z Lokomotiwem wywalczył mistrzostwo Rosji w sezonie 2017/2018 i wicemistrzostwa w sezonach 2018/2019 i 2019/2020. Zdobył też cztery Puchary Rosji w sezonach 2014/2015, 2016/2017, 2018/2019 i 2020/2021. W 2021 zakończył karierę.

## Kariera reprezentacyjna
W reprezentacji Chorwacji Ćorluka zadebiutował za kadencji nowego selekcjonera Slavena Bilicia, 16 sierpnia 2006 w wygranym 2:0 meczu z reprezentacją Włoch. W 2008 razem z drużyną narodową dotarł do ćwierćfinału mistrzostw Europy.

## Sukcesy

### Dinamo Zagrzeb
- Prva HNL: 2005/2006, 2006/2007
- Puchar Chorwacji: 2006/2007
- Superpuchar Chorwacji: 2006

### Tottenham Hotspur
- Wicemistrzostwo Pucharu Ligi Angielskiej: 2008/2009

### Lokomotiw Moskwa
- Liga Rosyjska: 2017/2018
- Puchar Rosji: 2014/2015, 2016/2017, 2018/2019, 2020/2021
- Superpuchar Rosji: 2019

### Reprezentacja Chorwacji
- Wicemistrzostwo świata: 2018[3]

### Indywidualne
- Piłkarz Roku Lokomotiwu Moskwa według kibiców: 2015[4]
- Nagroda Vatrena krila – Serce Kibiców: 2016[5]
- Najlepszy środkowy obrońca ligi rosyjskiej: 2020/2021[6]

## Odznaczenia
- Order Księcia Branimira (2018)[7]

## Życie prywatne
W 2018 roku ożenił się z chorwacką piosenkarką Franką Batelić. 5 stycznia 2020 roku urodził im się syn Viktor.

## Statystyki
| Sezon   | Klub                | Kraj      | Rozgrywki      | Mecze | Bramki |
| ------- | ------------------- | --------- | -------------- | ----- | ------ |
| 2003/04 | Dinamo Zagrzeb      | Chorwacja | Prva HNL       | 0     | 0      |
| 2004/05 | Inter Zaprešić      | Chorwacja | Prva HNL       | 27    | 4      |
| 2005/06 | Dinamo Zagrzeb      | Chorwacja | Prva HNL       | 32    | 3      |
| 2006/07 | Dinamo Zagrzeb      | Chorwacja | Prva HNL       | 30    | 4      |
| 2007/08 | Manchester City     | Anglia    | Premier League | 35    | 0      |
| 2008/09 | Manchester City     | Anglia    | Premier League | 3     | 1      |
| 2008/09 | Tottenham Hotspur   | Anglia    | Premier League | 34    | 0      |
| 2009/10 | Tottenham Hotspur   | Anglia    | Premier League | 29    | 1      |
| 2010/11 | Tottenham Hotspur   | Anglia    | Premier League | 15    | 0      |
| 2011/12 | Tottenham Hotspur   | Anglia    | Premier League | 3     | 0      |
| 2011/12 | Bayer 04 Leverkusen | Niemcy    | Bundesliga     | 7     | 0      |
| 2012/13 | Lokomotiw Moskwa    | Rosja     | Priemjer-Liga  | 27    | 1      |
| 2013/14 | Lokomotiw Moskwa    | Rosja     | Priemjer-Liga  | 28    | 1      |
| 2014/15 | Lokomotiw Moskwa    | Rosja     | Priemjer-Liga  | 26    | 2      |
| 2015/16 | Lokomotiw Moskwa    | Rosja     | Priemjer-Liga  | 24    | 3      |
| 2016/17 | Lokomotiw Moskwa    | Rosja     | Priemjer-Liga  | 19    | 0      |
| 2017/18 | Lokomotiw Moskwa    | Rosja     | Priemjer-Liga  | 6     | 0      |
| 2018/19 | Lokomotiw Moskwa    | Rosja     | Priemjer-Liga  | 21    | 0      |
| 2019/20 | Lokomotiw Moskwa    | Rosja     | Priemjer-Liga  | 27    | 0      |
| 2020/21 | Lokomotiw Moskwa    | Rosja     | Priemjer-Liga  | 22    | 0      |